# Mateusz Grabowski
Mateusz Bronisław Grabowski, znany jako Grabowski lub M.B. Grabowski (ur. 15 lipca 1904, zm. 16 grudnia 1976) – polsko-brytyjski aptekarz, po II wojnie światowej osiadły w Wielkiej Brytanii mecenas sztuki, właściciel Grabowski Gallery w londyńskim Chelsea i filantrop. Jego fundacja M.B. Grabowski Foundation na terenie Zjednoczonego Królestwa sponsoruje prace naukowe o tematyce polskiej kultury oraz migracji na uniwersytetach University College London, w Stirling, Cambridge i w Trinity College (Oxford University). Swoją kolekcję cennych naczyń farmaceutycznych oraz zbiór obrazów podarował kilku muzeom w Polsce.

## Życiorys
Mateusz Grabowski urodził się jako jedno z trojga dzieci w rodzinie Wojciecha i Marianny Grabowskich w Wiźnie w Łomżyńskim. W młodym wieku brał udział w harcerstwie. Studia ukończył jako magister farmacji na Uniwersytecie Stefana Batorego. Pierwszą pracę podjął u boku swego wuja, również aptekarza, w Piotrkowie Trybunalskim. Następnie przeniósł się do Warszawy, gdzie ożenił się (miał dwóch synów). Awansował na inspektora aptek w okręgu stołecznym. Jeszcze przed wybuchem wojny wstąpił do Polskich Sił Zbrojnych, gdzie organizował farmację dla wojska. W roli oficera przedostał się do Francji, a po jej upadku znalazł się w 1940 r. w Anglii. Jego rodzina pozostała w Warszawie. Starszy syn, Wojciech ps. „Oko”, brał udział w powstaniu warszawskim. Rodzina przeżyła klęskę, lecz żona zmarła wkrótce potem. Grabowskiemu udało się wydostać synów z Polski i zająć się nimi w Londynie.
Po wojnie Grabowski założył małą sieć aptek w stolicy brytyjskiej w dzielnicach Earl’s Court i Chelsea oraz zaczął eksportować leki do Polski. Przy tym udało mu się otrzymać przedstawicielstwo PKO na teren Anglii.
W 1959 r. Grabowski, od młodych lat miłośnik sztuki, otworzył swą galerię, Grabowski Gallery, przy Sloane Avenue obok filii apteki. Był to okres rozkwitu sztuki Op-art i Pop-art w Londynie. Grabowski promował młodych malarzy nie tylko Brytyjczyków, ale i ludzi z diaspory, czyli przybyszy na Wyspy z całego niemal świata. Wśród nich znaleźli się Pauline Boty, Józef Czapski oraz Bridget Riley. Wystawianie u Grabowskiego nie było dla niego przedsięwzięciem komercyjnym, w zamian za wystawę mecenas oczekiwał tylko jednej pracy artysty, był to wyraz jego pasji. Galeria zorganizowała około dwieście wystaw w okresie swego dwudziestoletniego istnienia. Została zamknięta w 1975 r. Grabowski zmarł rok później i jest pochowany koło syna Andrzeja na North Sheen Cemetery.
Wspierał także muzea w Polsce: w tym Muzeum Narodowe w Warszawie i Muzeum Sztuki w Łodzi, przekazując mu 400 obrazów.
Młodszy syn Grabowskiego, Andrzej, artysta malarz, zmarł w 1969 r. Starszy syn, Wojciech, z wykształcenia aptekarz, przejął rodzinne przedsiębiorstwo po śmierci ojca. Prowadził je aż do swego powrotu do Polski po przywróceniu niepodległości.
Wnuczka Grabowskiego, Marewa Grabowski-Mitsotakis, grecka przedsiębiorczyni, promotorka greckiego dziedzictwa kulturowego, jest żoną greckiego polityka Kiriakosa Mitsotakisa.